# Ooglid

Beweging van het ooglid tijdens het knipperen

Een ooglid is een huidplooi die de ogen beschermt tegen vuil en vocht. Elk oog heeft een bovenste ooglid (palpebra superior) en een onderste ooglid (palpebra inferior). Sommige dieren hebben een derde ooglid (palpebra tertia). Dit heeft overigens niets te maken met het derde oog dat sommige dieren hebben. Dit derde ooglid is bij mensen rudimentair. Bij veel gewervelde dieren zoals haaien, krokodillen en vogels is dit derde ooglid transparant en kan als een soort beschermbril voor de ogen geslagen worden. Dit is bijvoorbeeld handig als gezwommen of gegraven wordt. Bij alle slangen en veel gekko's zijn de oogleden zelfs vergroeid met de ogen en zijn onbeweeglijk.
Aan de rand van het bovenste en onderste ooglid bevinden zich haren die wimpers worden genoemd. De functie van de zeer tastgevoelige wimpers is het voorkomen dat deeltjes in het oog komen door snel het oog te sluiten bij aanraking. 

## Open en gesloten
Tijdens de slaap zijn de oogleden gewoonlijk gesloten. Als we wakker zijn openen we de ogen; daarmee wordt bedoeld dat de oogleden wijken. Om de ogen vochtig te houden knipperen we dan met de ogen.

## Plastische chirurgie
Behalve een beschermende functie kennen de oogleden ook een esthetisch effect. Naarmate de leeftijd van de mens stijgt, kunnen de oogleden slap worden en gaan hangen (ptosis). In dat geval kan een plastisch chirurg een ooglidcorrectie toepassen.